# Опаки
Опаки (укр. Опаки) — село в Золочевской городской общине Золочевского района Львовской области Украины.
Население по переписи 2001 года составляло 302 человека. Занимает площадь 0,958 км². Почтовый индекс — 80741. Телефонный код — 3265.